# San Piero a Sieve
San Piero a Sieve település Olaszországban, Toszkána régióban, Firenze megyében.  San Piero a Sieve Barberino di Mugello, Calenzano, Scarperia, Vaglia és Borgo San Lorenzo községekkel határos.

## Népesség
A település lakossága az elmúlt években az alábbi módon változott: